# TNA Knockouts
TNA Knockout é um termo usado pela empresa de wrestling profissional Total Nonstop Action Wrestling (TNA) para se referir as suas wrestlers femininas. O termo é aplicado para mulheres que atuam como wrestler, valet ou managers, entrevistadora de bastidores, apresentadora de ringue, etc.

## História
O termo Knockouts é relativamente novo, e não foi utilizado até a Total Nonstop Action Wrestling estrear em 2002. O nome vem de um DVD de 2006 divulgado pela empresa, Knockouts: The Ladies of TNA Wrestling, Vol.1, que incidiu sobre o seu então atual roster feminino. As Knockouts têm sido parte da TNA desde o primeiro show nacional da empresa, que contou com Alexis Laree, Elektra, Erin Bray, Francine, Miss Joni, Sasha, Shannon, Taylor Vaughn e Teresa Tyler, bem como outros talentos do sexo feminino, incluindo a entrevistadora de bastidores Goldy Locks e valets Aleesha and Fluff Dupp. Bobcat também estreou como valet em uma partida que foi gravada durante o primeiro PPV, mas foi ao ar durante o segundo PPV.

### Miss TNA (2002)
Uma Lingerie Battle Royal para coroar a primeira 'Miss TNA' foi gravada durante o primeiro NWA em 19 de junho de 2002, e foi exibido em 26 de junho de 2002, Taylor Vaughn se tornou a primeira Miss TNA. Ela defendeu o título contra Francine, que logo depois abandonou sua busca do título e iniciou uma Feud com Jasmin St. Claire. Vaughn perdeu o título quando foi derrotada pelo personagem masculino Bruce algumas semanas mais tarde. Apesar do sexo masculino, ele alegou que ele deveria ter o direito de lutar pela coroa de Miss TNA porque ele era gay. Bruce ficou com a coroa por três meses e durante seu tempo como Miss TNA atacou muitas lutadoras e fãs do sexo feminino, enfurecendo as estrelas do sexo masculino da TNA, incluindo Jorge Estrada. Os dois entiveram em combate com a estipulação de que se Estrada ganhasse, Priscilla se tornaria a nova Miss TNA. Embora Estrada tenha vencido a partida, a coroa não mudou de mãos, porque ele venceu por desqualificação. Nas próximas semanas, o parceiro de tag team de Bruce, Lenny, tentou fazer com que Bruce se ferisse (uma vez que vice-campeão, então, assumiria a coroa). Isto levou ao desmembramento do The Rainbow Express, a homossexualidade de Bruce foi questionada pela entrevistadora de bastidores Goldy Locks, que alegou que ela tinha o visto no chuveiro com April Pennington. A história logo chegou ao fim devido à recepção pobre da multidão com Lenny e Bruce disputando Pennington. A história terminou com Bruce declarando-se em linha reta e entregando a coroa para Pennington. A coroa de Miss TNA não foi mais mencionada na tela. Ao longo de 2002, TNA também contou com Belladonna em uma função de valet e da ex-participante da WWE Tough Enough Paulina como uma guarda-costas.

### Após Miss-TNA (2003-2006)
O wrestling feminino continuou a ser uma característica dos PPVs da TNA antes da divisão oficial que foi criada em 2007. Um dos primeiros momentos polêmicos na TNA aconteceu em 12 março de 2003, quando Lollipop estava no topo durante uma briga com um membro da S.E.X., Holly Wood e seus seios ficaram expostos ao longo da luta. TNA também contou com a Ring Girl Athena em muitas rixas e brigas.
De 2003 a 2004, TNA regularmente utilizou várias lutadoras do sexo feminino em seus PPVs e programas de televisão, incluindo Trinity, Desire, Alexis Laree, Traci Brooks, Nurse Veronica (que também competiu como Simply Luscious), e Cheerleader Valentina (que também competiu como JV Love), porém, muitas vezes elas foram primeiramente descritas como valets que, ocasionalmente, lutariam. De todas as mulheres utilizadas nesta época, Trinity era a mais ativa no ringue, quando ela brigou com o Desire, Alexis Laree e Traci Brooks, bem como quando competiu na X Division. Durante esse tempo, a TNA também brevemente apresentou uma feminina chamada "Bitchslap", que consistiu em Nurse Veronica, Traci Brooks, Cheerleader Valentina e Trinity (que só apareceu uma vez com o grupo). Elas estavam envolvidas em uma feud com as dançarinas da TNA, Lollipop e April Pennington.
Independentes lutadoras do sexo feminino eram frequentemente caracterizadas no Impact! Xplosion e ocasionalmente nos PPV da TNA, incluindo Angel Williams (que mais tarde retornou como Angelina Love), April Hunter, Brandi Wine, Daizee Haze, Lucy (que já competiu como Shannon e que mais tarde retornou como Daffney), Malia Hosaka, Mercedes Martinez, MsChif, e ODB (que também lutou como Poison).
TNA brevemente passou a reconhecer o NWA World Women's Championship em 2003. Em 12 de março de 2003, Leilani Kai derrotou Madison para conquistar o NWA World Women's Championship em uma dark match em um PPV. Em 19 de abril de 2003, Kai defendeu o título contra Desire em uma house show, mas o título lhe foi posteriormente retirado pelo presidente da NWA Bill Behrens devido à falta de vários shows subseqüentes na NWA. De acordo com Kai, ela faltou aos shows, porque sentia que o conselho directivo da NWA não estava tratando o Women's Championship com o respeito que merecia.
Um menor número de partidas foram apresentadas no final de 2004 e ao longo de 2005, no entanto, a TNA realizou partidas em PPVs de Trinity contra a ex-WWE Diva Jacqueline e Traci Brooks. TNA também contou com Minsa em um papel não-wrestling no ar.
Após o lançamento do TNA iMPACT!, programa de televisão em 2005, caracterizando ex-WWE Divas, como Gail Kim, Jackie Gayda e Christy Hemme, bem como a lutadora independente Sirelda. Embora a maioria dos talentos femininos de antes haviam deixado a TNA nesta altura, Traci Brooks permaneceu e a TNA adicionou uma nova Ring Girl, SoCal Val (substituindo Athena) e como entrevistadora de bastidores, Leticia Cline (substituindo Goldy Locks). Gail Kim competiu em algumas partidas que foram televisionadas e/ou gravadas ao longo de 2006 contra Sirelda e Traci Brooks, enquanto a lutadora independente Amber O'Neal competiu em house shows da TNA em partidas contra Kim e Jacqueline. No outono de 2006, Sherri Martel apareceu no TNA iMPACT! em sua última aparição na televisão antes de sua morte.

### Divisão das TNA Knockouts (2007-Presente)
A formação de uma divisão oficial de mulheres começou no Final Resolution em 2007, como a TNA passou a primeira parte do ano na construção da feud entre Gail Kim e Jacqueline, que fez seu retorno no ar no pay-per-view. Durante o verão de 2007, a TNA também contou com uma feud entre Christy Hemme e Roxxi Laveaux.
A primeiro TNA Women's Knockout Champion foi coroada em 14 de outubro de 2007 no Bound for Glory em uma 10 Knockout Gauntlet Match que Gail Kim saiu vitoriosa. Nessa época, a TNA assinou com várias outras lutadoras do sexo feminino, incluindo Angelina Love, Awesome Kong, ODB, Salinas e Velvet Sky, bem como a valet Karen Angle e a nova entrevistadora de bastidores Crystal Louthan. Alexa Jade também fez aparições como jobber contra Kim e Kong.
Uma partida com o roster feminino da TNA era muitas vezes promovida como colírio para os olhos, com pouca ou nenhuma ênfase na capacidade atlética ou de wrestling, da mesma forma como os suas rivais, as WWE Divas, a divisão feminina da TNA enfatiza a competição de luta séria entre os talentos do sexo feminino, bem como a sua credibilidade como verdadeiras atletas que estão em pé de igualdade com os homens. Desde o início de uma partida pelo campeonato e segmentos que envolvem as Knockouts, tudo isso passou a contribuir para desenhar algumas das melhores avaliações de programas do Impact!.
Ao longo de 2008, a TNA continuou a expandir o roster, apresentando Moose, Payton Banks, Raisha Saeed, Rhaka Khan, and Sharmell. Lauren Brooke se tornou no início a nova entrevistadora de bastidores no Lockdown. Na primavera de 2008, a então TNA Women's Knockout Champion Awesome Kong realizou uma $25,000 Fan Challenge, onde ela colocou o título e US $ 25.000 em jogo contra qualquer fã da arena. O desafio acabou sendo vencido por Taylor Wilde, e contou com partidas try-out contra Daffney e Josie Robinson (mais tarde renomeada para Sojournor Bolt), ambas mais tarde se tornaram lutadoras da TNA. Houve outras participantes do desafio incluindo Serena Deeb, Melissa Wolfram, Leva Bates e Danielle. Amber O'Neal, Becky Bayless, e a Ring Girl Kimberly também se voluntariaram para lutar com Kong, mas não foram selecionados como adversárias. No outono de 2008, Mercedes Steele apareceu como uma jobber contra Kong, enquanto Portia Perez e Mercedes Martinez ambas receberam partidas try-out com a TNA.
No início de 2009, Madison Rayne estreou na TNA e juntou-se a The Beautiful People ao lado dos membros existentes Angelina Love e Velvet Sky. Tara, Sarita, Alissa Flash, Hamada e Jenna Morasca estrearam durante toda a primavera e o verão. Em setembro de 2009, Angelina Love deixou a TNA, devido à emissão dos documentos de visto. Em 20 de setembro de 2009, Sarita e Taylor Wilde se tornaram as primeiras TNA Knockout Tag Team Champions, quando venceram a partida final de um torneio de oito equipes no No Surrender. Em setembro, Lacey Von Erich, assinou um contrato e substituiu Love como um membro da The Beautiful People. Kristal Lashley estreou no Bound for Glory, em outubro, enquanto Roxxi voltou para TNA em dezembro (depois de ser demitida no início do ano).
Em 31 de dezembro de 2009, a TNA promoveu um especial de quatro horas, com todas as Knockouts do Impact!, intitulado New Year's Knockout Eve, que contou com um torneio para a nova N #1 Contender para o Women's Knockout Championship.
Em janeiro de 2010, TNA demitiu Alissa Flash e Awesome Kong pediu sua demissão depois de sua briga nos bastidores com Bubba the Love Sponge, enquanto Angelina Love voltou para TNA no ano novo, Kristal Lashley foi demitida em fevereiro. Em março de 2010, TNA demitiu Traci Brooks depois de estar com a empresa por oito anos, enquanto Roxxi foi demitida novamente após retornar à empresa em dezembro do ano passado. Mais tarde, naquele mesmo mês Awesome Kong também foi demitida da companhia.
Em 18 de abril de 2010, no Lockdown, Madison Rayne fez história ao se tornar a primeira pessoa a ter tanto o Women's Knockout Championship e o Knockout Tag Team Championship ao mesmo tempo. No mês seguinte, Tara deixou a TNA, após se recusar a assinar novamente com a empresa devido a não receber um aumento salarial, enquanto Rosie Lottalove assinou um contrato e Roxxi fez seu segundo retorno para a TNA, porém, foi curto porque foi demitida da empresa no mês seguinte, juntamente com ODB, que se tornou a sétima Knockout a deixar a companhia. Em 11 de julho no Victory Road Tara fez o seu regresso a TNA. Em agosto, Rosie Lottalove foi demitida da empresa. Em agosto e setembro Rebecca Treston e Mickie James, assinaram contratos com a TNA.
Em 1 de outubro de 2010, estreou um PPV somente de TNA Knockouts, intitulado TNA Knockouts: Mad Sexy Volume 1, apresentando as melhores partidas na história da divisão de Knockouts.
Em Outubro de 2010, a TNA assinou com Katarina Waters, enquanto que em 11 de novembro Lacey Von Erich anunciou sua saída da promoção. Em 6 de dezembro de 2010, foi relatado que Hamada havia sido demitida da TNA. Três dias depois de Hamada, a demissão de Taylor Wilde da promoção também foi confirmada.

## Comissários da Divisão de Knockouts
Em agosto de 2008, foi anunciado no TNAwrestling.com que Traci Brooks é oficialmente encarregada da Divisão de Knockouts como a Comissária da Divisão de Knockouts. Na tela os créditos foram dados a Jim Cornette, que precisava de alguém que "falava a sua língua" para controlá-lo. Em janeiro de 2009, Brooks parou de aparecer na TNA e Cornette retomou o controle sobre a divisão de Knockouts. Brooks voltou na edição de 12 de marco de 2009, no Impact! como árbitro. Ela foi demitida em 4 de março de 2010. Na edição de 30 setembro de 2010, no Reaction, Miss Tessmacher foi nomeada a nova General Manager da divisão de Knockouts. No entanto, apenas duas semanas depois, ela foi despedida da sua posição.

## Promoção
A popoularidade feminina na TNA resultou na criação de cargos além de "Knockouts", destacando os cargos empresariais dentro da empresa, com destaque Karen Angle e Christy Hemme.

### TNA Knockout Photoshoots/DVDs
- 2006, TNA lançou seu primeiro photoshoot intitulado Knockouts: The Ladies of TNA Wrestling que contou com Christy Hemme, Gail Kim, Jackie Gayda, SoCal Val e Traci Brooks, uma colagem das Knockouts foi apresentada na capa da revista e mais um DVD do primeiro ensaio fotográfico saiu também.
- 2008, TNA lançou seu segundo DVD de Knockouts em 07 outubro de 2008, intitulado TNA Knockouts: Knocked Out que apresenta Angelina Love, Awesome Kong, Christy Hemme, Gail Kim, Jacqueline, Karen Angle, Lauren, ODB, Raisha Saeed, Rhaka Khan, Roxxi, Salinas, Sharmell, SoCal Val, Traci Brooks, Taylor Wilde e Velvet Sky. Karen Angle foi escolhida para a capa, com uma capa alternativa com Christy Hemme.[24]

### Cartas colecionáveis das TNA Knockouts
A TRISTAR Productions lançou uma série de cartas colecionáveis baseado nas TNA Knockouts, em 28 de abril de 2009. A série apresentava Angelina Love, Awesome Kong, Christy Hemme, Dixie Carter, The Governor, Jacqueline, Jenna Morasca, Lauren, Madison Rayne, ODB, Raisha Saeed, Rhaka Khan, Roxxi, Sharmell, SoCal Val, Sojournor Bolt, Traci Brooks, Taylor Wilde e Velvet Sky. Também estavam incluídos cartas das Knockouts com lutadores da TNA.

### Playboy
Pouco antes de deixar a TNA, a entrevistadora Leticia Cline apareceu na capa da edição de novembro/dezembro de 2007 da Playboy Sexy Girls Next Door, que incluiu uma sessão com fotos nua.
Em uma entrevista ao The Sun, Traci Brooks confirmou que a revista Playboy (que anteriormente tinha um acordo de parceria com a WWE antes da organização se converter ao PG) chegou a um acordo de parceria com a TNA. Foi inicialmente previsto para Brooks ser a primeira a posar para a revista em novembro de 2009. Ela se tornaria a primeira TNA Knockout a posar para a Playboy, embora as Knockouts Christy Hemme e Jenna Morasca tivessem posado para a revista antes de entrar para a TNA. No entanto, em 02 de setembro de 2009, foi noticiado que a Playboy decidiu não publicar o ensaio de Brooks foto na revista. A sessão de fotos foi lançada online em através do site Cyber Club em 17 de setembro de 2009.

### Outros
Em 2009, Taylor Wilde e The Beautiful People (Angelina Love e Velvet Sky) apareceram no programa MTV Made para competir em uma luta envolvendo uma adolescente treinada por A.J. Styles. Love e Sky foram destaque na capa da revista Muscle & Fitness em dezembro de 2009, que também incluiu fotos de Lauren Brooke e SoCal Val.
Algumas das Knockouts atuais e ex-TNA tiveram carreiras curtas no cinema e televisão fora da TNA. A entrevistadora Lauren Brooke participou do programa Top Ten and Destination Golf do canal Golf Channel. SoCal Val apareceu em um comercial de televisão para Morphoplex. Christy Hemme teve papéis em Bloodstained Memoirs, Fallen Angels e Bubba's Chili Parlor. Hemme também seguiu uma carreira de cantora e lançou músicas no MySpace e iTunes. Traci Brooks teve um papel em Zombie Beach Party. Alissa Flash tem um papel no documentário False Finish. A entrevistadora Leticia Cline apareceu na quinta temporada do reality show Beauty and the Geek em 2008, bem como Howard Stern da série Bowling Beauties. Angelina Love teve um papel em um filme independente em 2008, intitulado Good Intentions, estrelado por LeAnn Rimes e Luke Perry.

## Títulos e campeonatos

### Miss TNA
| Wrestler:        | Reinados: | Data:                  | Local:         | Notas: |
| ---------------- | --------- | ---------------------- | -------------- | --- |
| Taylor Vaughn    | 1         | 19 de Junho de 2002    | Huntsville, AL | Derrotou Elektra, Erin Bray, Francine, Miss Joni, Alexis Laree, Sasha, Shannon e Teresa Tyler em um "Lingerie Battle Royal" |
| Bruce            | 1         | 31 de Julho de 2002    | Nashville, TN  | Derrotou Taylor Vaughn em uma Single Match.                                                                                 |
| April Pennington | 1         | 27 de Novembro 2002    | Nashville, TN  | |
| Abandonado       |           | 27 de Novembro de 2002 |                | |

### TNA Babe/Knockout do Ano
A TNA Babe/Knockout do Ano é decidida em uma votação pelos fãs online no website oficial da TNA onde é escolhida a wrestler feminina mais popular.
- 2003 - Trinity
- 2004 - Traci Brooks
- 2005 - Jackie Gayda
- 2006 - Christy Hemme
- 2007 - Gail Kim
- 2008 - Awesome Kong
- 2009 - ODB
- 2010 - Angelina Love
- 2011 - Mickie James
- 2012 - Velvet Sky

### TNA Knockout Tag Team Championship
Na edição de 20 de agosto de 2009, no Impact! foi anunciado que iria começar um torneio para coroar as primeiras TNA Knockout Tag Team Championship. As primeiras TNA Knockout Tag Team Championship foram coroadas em 20 de setembro de 2009 no No Surrender quando Sarita e Taylor Wilde venceram um torneio de oito equipes. O título é atualmente ocupado por Angelina Love e Winter.

### Queen of The Cage
Queen of The Cage Match é uma partida de wrestling profissional exclusivo da TNA. A Queen of The Cage é determinada anualmente no pay-per-view Lockdown. Em 2008, a partida começou como uma reverse-battle royal com a participação de oito lutadoras. As duas primeiras lutadoras que entrassem na jaula, em seguida, disputariam uma one-on-one match. A vencedor seria a N #1 Contender para o TNA Women's Knockout Championship. Em 2009, a partida foi uma Fatal 4 Way. Não houve Queen of The Cage Match em 2010 no 2010 Lockdown.
| No. | Match | Evento, Data e Local                                          |
| --- | --- | ------------------------------------------------------------- |
| I   | Roxxi Laveaux derrotou Angelina Love, Christy Hemme, Jacqueline, Rhaka Khan, Salinas, Traci Brooks e Velvet Sky | Lockdown 2008 13 de Abril de 2008, Lowell, Massachusetts      |
| II  | ODB derrotou Daffney, Madison Rayne e Sojournor Bolt                                                            | Lockdown 2009 19 de Abril de 2009, Philadelphia, Pennsylvania |